# David Fernández Ortiz
David Fernández Ortiz (Igualada, Espanha, 24 de junho de 1970), é um actor, cantor, dobrador e humorista espanhol. 
Começou por destacar-se pela participação nalguns programas da televisão espanhola como humorista, especialmente como actor convidado no programa de Andreu Buenafuente, onde fazia imitações de gente famosa como Michael Jackson ou Mahmoud Ahmadinejad) e desempenhava personagens criados por ele como El Gilipollas, Zuloaga, Nataly Pussy, Marcia, Santi Clima ou Rodolfo Chikilicuatre que só se exprimia sem dificuldade quando cantava.
Alcançou o êxito mediático com esta última personagem ao ser eleito para representar a Espanha no Festival Eurovisão da Canção 2008, com a música Baila el Chiki-Chiki. Duas semanas após o Festival, o actor deixou de representar esse papel passando a desempenhar outros.